# Keystone B-3
Pour les articles homonymes, voir B3.
Le Keystone B-3 est un bombardier développé aux États-Unis à la fin des années 1920. Il est utilisé par l'USAAC entre 1931 et 1937.

## Historique
Le premier B-3A fut livré en octobre 1930. Le B-3A transportait un équipage de cinq personnes : pilote, copilote, bombardier, mitrailleurs avant et arrière. Les soixante-trois bombardiers B-3A ont fini par servir au sein du 6e groupe composite basé dans la zone du canal de Panama et du 4e groupe composite basé aux Philippines. De plus, le 19th Bomb Group fut activé en juin 1932 avec neuf B-3A. 
Le Keystone B-3A du début des années 1930 n’est pas beaucoup plus rapide que les bombardiers biplans qui volaient pendant la Première Guerre mondiale mais étaient bien plus sûrs et bien plus fiables que les bombardiers utilisés à la fin de celle ci. 
En mai 1932, un groupe de bombardiers biplans B-3A vola sur le fleuve Hudson pour défiler au-dessus de la ville de New York dans une démonstration de la force aérienne américaine. À cette époque, ce défilé de bombardiers Keystone représentait pratiquement la totalité de l’effectif de bombardiers de l’US Army Air Corps.